# La Compagnie des glaces
La Compagnie des glaces („Die Eisgesellschaft“) ist eine  98-teilige Science-Fiction-Romanserie, die zwischen 1980 und 2005 vom französischen Schriftsteller Georges-Jean Arnaud verfasst wurde.
Schauplatz der Handlung ist eine post-apokalyptische Erde der Zukunft, die von Eis bedeckt ist und von Eisenbahngesellschaften diktatorisch regiert wird. Die Serie vereint Elemente der Science-Fiction, des Kriminalromans, des Spionageromans und anderer Genres der Trivialliteratur.
Die Handlung der Serie wurde auch als Rollenspiel sowie als Comic- und Fernsehserie adaptiert; zudem inspirierte sie ein Computerspiel und eine Anime-Serie.

## Romane
Alle Romane sind bei Fleuve noir erschienen.
Der erste Band wurde 1988 mit dem Prix Apollo ausgezeichnet. Er wurde als bisher einziger übersetzt, und zwar 2010 ins Englische als The Ice Company.

### La Compagnie des glaces
Die eigentliche Handlung der Serie fand 1992 mit dem 68. Roman ihren Abschluss.
1. La Compagnie des glaces  (1980)
2. Le Sanctuaire des glaces  (1980)
3. Le Peuple des glaces  (1981)
4. Les Chasseurs des glaces  (1981)
5. L'Enfant des glaces  (1981)
6. Les Otages des glaces  (1981)
7. Le Gnome halluciné  (1982)
8. La Compagnie de la banquise  (1982)
9. Le Réseau de Patagonie  (1982)
10. Les Voiliers du rail  (1982)
11. Les Fous du soleil  (1983)
12. Network-Cancer  (1983)
13. Station-fantôme  (1983)
14. Les Hommes-Jonas  (1983)
15. Terminus-amertume  (1983)
16. Les Brûleurs de banquise  (1983)
17. Le Gouffre aux garous  (1984)
18. Le Dirigeable sacrilège  (1984)
19. Liensun  (1984)
20. Les Éboueurs de la vie éternelle  (1984)
21. Les Trains-cimetières  (1985)
22. Les Fils de Lien Rag  (1985)
23. Voyageuse Yeuse  (1985)
24. L'Ampoule de cendres  (1985)
25. Sun Company (1986)
26. Les Sibériens  (1986)
27. Le Clochard ferroviaire  (1986)
28. Les Wagons -mémoires  (1986)
29. Mausolée pour une locomotive  (1986)
30. Dans le ventre d'une légende  (1986)
31. Les Échafaudages d'épouvante  (1986)
32. Les Montagnes affamées  (1987)
33. La Prodigieuse agonie  (1987)
34. On m'appelait Lien Rag  (1987)
35. Train spécial pénitentiaire 34  (1987)
36. Les Hallucinés de la voie oblique  (1987)
37. L'Abominable postulat (1988)
38. Le Sang des Ragus (1988)
39. La caste des Aiguilleurs (1988)
40. Les Exilés du ciel croûteux  (1988)
41. Exode barbare (1988)
42. La Chair des étoiles (1988)
43. L'Aube cruelle d'un temps nouveau (1988)
44. Les Canyons du Pacifique (1989)
45. Les Vagabonds des brumes (1989)
46. La Banquise déchiquetée (1989)
47. Soleil blême (1989)
48. L'Huile des morts (1989)
49. Les Oubliés de Chimère (1989)
50. Les Cargos-dirigeables du soleil (1990)
51. La Guilde des sanguinaires (1990)
52. La Croix pirate (1990)
53. Le Pays de Djoug (1990)
54. La Banquise de bois (1990)
55. Iceberg-ship (1991)
56. Lacustra city (1991)
57. L'Héritage du Bulb (1991)
58. Les Millénaires perdus (1991)
59. La Guerre du peuple du froid (1991)
60. Les Tombeaux de l'Antarctique  (1991)
61. La Charogne céleste (1992)
62. Il était une fois la compagnie des glaces (1992)

### Chroniques glaciaires
Die Chroniques glaciaires („Gletscherchroniken“) behandeln die Epoche der Vereisung der Erde.
1. Les Rails d'incertitude (1995)
2. Les Illuminés (1997)
3. Le Sang du monde (1998)
4. Les Prédestinés (1999)
5. Les Survivants crépusculaires (1999)
6. Sidéral-Léviathan (1999)
7. L'Œil parasite (1999)
8. Planète nomade (2000)
9. Roark (2000)
10. Les Baleines Solinas (2000)
11. La Légende des Hommes-Jonas (2000)

### La nouvelle Compagnie des Glaces
Die ab 2001 erschienenen Romane setzen die Handlung der ursprünglichen Serie fünfzehn Jahre später fort.
1. La Ceinture de Feu (2001)
2. Le Chenal Noir (2001)
3. Le Réseau de l'Éternelle nuit (2001)
4. Les Hommes du Cauchemar (2001)
5. Les Spectres de l'Altiplano (2001)
6. Les Momies du massacre (2002)
7. L'Ombre du Serpent Gris (2002)
8. Les Griffes de la banquise (2002)
9. Les Forbans du Nord (2002)
10. Les Icebergs lunaires (2002)
11. Le Sanctuaire de légende (2002)
12. Les Mystères d'Altaï (2003)
13. La Locomotive-dieu (2003)
14. Pari cataclysme (2003)
15. Movane la chamane (2003)
16. Channel Drake (2003)
17. Le Sang des Aliens (2004)
18. Caste barbare (2004)
19. Parano River (2004)
20. Indomptable Fleur (2004)
21. Le Masque de l'autre (2004)
22. Passions rapaces (2005)
23. L'Irrévocable testament (2005)
24. Ultime Mirage (2005)

## Adaptationen

### Spiele
Jeux Actuels gab 1986 ein Pen-&-Paper-Rollenspiel auf der Basis der Romanserie heraus.
Das Computerspiel Transarctica (1992) von Silmarils ist von der Handlung und der Welt der Serie inspiriert.

### Comicserie
Zwischen 2003 und 2009 erschienen bei Dargaud insgesamt 15 Bände einer Adaptation des Stoffes als Bande dessinée, verfasst von Philippe Bonifay. Die auf 100 Bände angelegte Serie wurde wegen ihres mäßigen Erfolgs nach 15 Bänden, die ungefähr die Handlung der zehn ersten Romane abdecken, wieder eingestellt.
Liste der Bände der Serie
- Jdrien-Zyklus
  1. Lien Rag (2003)
  2. Floa Sadon (2003)
  3. Kurts (2004)
  4. Frère Pierre (2004)
  5. Jdrou (2005)
  6. Yeuse (2005)
  7. Pietr (2005)
- Cabaret Miki-Zyklus
  1. Le Peuple du sel (2006)
  2. Otage des glaces (2006)
  3. Zone Occidentale (2007)
  4. Big Tube (2007)
  5. La Fin d'un Rêve (2008)
- La Compagnie de la banquise-Zyklus
  1. Terror Point (2008)
  2. Terre de feu, terre de sang (2009)
  3. Le Feu de la Discorde (2009)

### Fernsehserie
La Compagnie des glaces wurde im Jahr 2006 als Fernsehserie für Jugendliche in 26 Episoden verfilmt. Die Handlung weicht stark von derjenigen der Romanserie ab. Die franko-kanadische Koproduktion (englischer Titel: Grand Star) wurde in einer alten Mine nahe Valenciennes gedreht. Hauptdarsteller war Tyler Johnston.
Liste der Episoden
1. L'immense lumière
2. L'origine de Cal
3. Un nouveau commandant
4. NARA
5. Les cobayes
6. Un canon pour le soleil
7. Un début de rébellion
8. Détenu dans le froid
9. Le prisonnier de Palidor
10. L'exode
11. La nouvelle station
12. La tempête de la vérité
13. A la recherche des rénovateurs
14. Coupure de courant
15. Le fugitif
16. Marcus
17. L'évasion
18. Jonah
19. Les masques blancs
20. Le jugement de Zel
21. Lavage de cerveau
22. Une nouvelle recrue
23. Les vestiges du passé
24. Les rénovateurs
25. La destinée de Cal
26. La lumière chaude

### Anime
La Compagnie des glaces inspirierte zudem die 26-teilige Anime-Serie Overman King Gainer (2002) von Yoshiyuki Tomino, dem Schöpfer von Gundam.